# Lago Zegrzyńskie
Il lago Zegrzyńskie (in polacco: Zalew Zegrzyński o Jezioro Zegrzyńskie) è un lago della Polonia, situato appena a nord di Varsavia e prende il nome dalla località di Zegrze. È formato da una diga costruita sul corso del fiume Narew (talvolta chiamato Bugo-Narew). Il lago fu creato nel 1963, e la sua superficie è di circa 33 km².
Proprio per la posizione vicina alla capitale polacca, è una meta molto popolare per lo svago degli abitanti della città.